# José García Poveda
José García Poveda, conegut com el flaco (Mula, Regió de Múrcia, 1950) és un fotògraf valencià d'origen murcià.
El 1969 es va traslladar a València per estudiar ciències econòmiques a la Universitat de València. Afeccionat a la fotografia, el 1982 es va comprar una càmera i el 1985 va fer la seva primera exposició La última vez que vi tu cara a La Marxa, i el 1989 va fer l'exposició Sesión de noche al Café Lisboa. Va treballar per la guia de l'oci de Qué y Dónde i posteriorment per Cartelera Turia des del 1983, amb una fotografia de Radio Futura. Això li va permetre conèixer personalment nombrosos actors i cinematògrafs com Elia Kazan, Nino Manfredi, Marco Ferreri, Emir Kusturica, Ángela Molina i Luis García Berlanga. Han destacat les seves exposicions La Habana del Flaco (sala Parpalló del MuVIM, 2013) i Berlanga per El Flaco (MuVIM, 2021).
El 2017 la Universitat de València li va dedicar una mostra i un catàleg titulat La València del Flaco que arreplega dècades de la labor fotogràfica de García Poveda a la ciutat. En 2018 va ser nomenat fill adoptiu de València. La XXXIX edició de la Mostra de València li va dedicar una exposició a la Galeria del Tossal.